# Дистанційне керування
Дистанці́йне керува́ння, — керування об'єктами і системами на відстані шляхом передачі до них каналами зв'язку сигналів для увімкнення відповідних виконавчих пристроїв (реле, вимикачів, контакторів, пускачів, вентилів, засувок тощо).
На приклад, на гірничих виробництвах, використовується в диспетчерських системах гірничих підприємств, гідротехнічних споруд, а також в системах керування вугледобувними комбайнами, породо-навантажувальними машинами та ін.
Дистанційне керування застосовується в системах безлюдного керування різними об'єктами, наприклад в умовах шкідливих, небезпечних а то й недоступних для людини : розмінування, гасіння пожеж, а також у марсо-, місяцеходах тощо. Дистанційне керування є основою перспективних процесів безлюдного виймання корисних копалин.
Дистанційне керування  доцільно використовувати на відстанях до 2-4 км, при 20-30 об'єктах керування. При більших відстанях для керування об'єктами використовуються системи телемеханіки.